# Fabio Massimo Castaldo
Pour les articles homonymes, voir Castaldo.
Fabio Massimo Castaldo, né le 18 septembre 1985 à Rome, est un homme politique italien, membre du Mouvement 5 étoiles.
De 2017 à 2022, il est vice-président du Parlement européen.

## Biographie
Fabio Massimo Castaldo a obtenu un double diplôme de droit aux universités de Rome « Tor Vergata » et Paris-Est Créteil Val-de-Marne.
Il est élu député européen le 25 mai 2014. Depuis le 15 novembre 2017, il est vice-président du Parlement européen. Lors de l'élection, il obtient 325 voix contre 238 pour l'Allemande Gesine Meißner (ADLE). Le 3 juillet 2019, il est réélu vice-président mais uniquement au troisième et dernier tour, à la majorité simple, avec 248 voix, le score le plus faible des 14 vice-présidents.